# Trocotrón

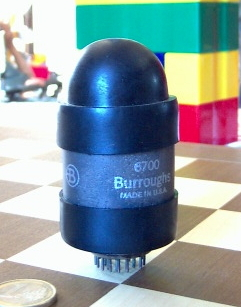
Trocotrón 6700.

Se llama trocotrón (trochotron, en inglés) a un tipo de válvula termoiónica destinada a servir de contador decimal. El nombre proviene de que los electrones siguen trayectorias trocoidales, por la interacción de un campo magnético con el campo eléctrico entre los electrodos de la válvula. Llegan a una frecuencia de conteo de 2MHz.
Existen dos tipos de trocotrones. El más antiguo iba rodeado por un imán externo cilíndrico, como el de la foto. Posteriormente este se incluyó dentro de la ampolla de vidrio, sustituyéndolo por cilindros imantados, uno en cada "blanco" (Electrodo de salida), como se muestra en la figura 2.
El cátodo está en el centro, rodeado por 10 electrodos diana. Entre el cátodo y cada diana se dispone un electrodo en forma de "J", llamado pala (spade). Próximos a ellos se sitúan otros electrodos planos, llamados "rejillas". Las rejillas se conectan alternadamente, formando dos grupos: "par" e "impar".
Con todos los electrodos positivos (salvo el cátodo, evidentemente) se produce un campo eléctrico radial, que impulsa los electrones en esa dirección. Pero el campo magnético perpendicular curva las trayectorias, que adoptan forma trocoidal. Cuando una spade se conecta a masa, esta distorsiona el campo, haciendo que los electrones alcancen el blanco correspondiente. El dispositivo queda enclavado en ese estado, aunque se retire el pulso negativo. El haz se mueve por las dianas aplicando pulsos sucesivamente a las rejillas pares e impares.
Otro tipo de contador termoiónico es el Decatrón.

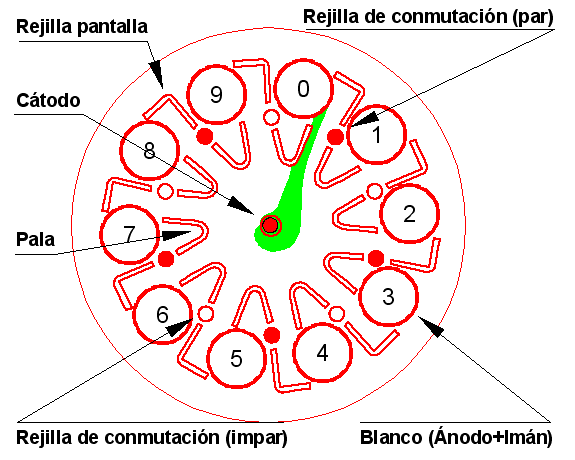
Sección transversal de un trocotrón 6710.

- Datos: Q3816037
- Multimedia: Trochotrons / Q3816037